# 反对称交换作用
反对称交换作用，也称为贾洛申斯基-守谷相互作用，是两个相邻磁自旋 {\displaystyle \mathbf {S} _{i}}和 {\displaystyle \mathbf {S} _{j}}对总的磁交换相互作用的贡献。它是由伊戈尔·贾洛申斯基首先基于朗道唯象理论的基础上提出的。 而守谷亨将自旋 - 轨道耦合定义为反对称交换相互作用的微观机制。 定量的分析，在这里哈密顿量可以写作{\displaystyle H_{DM}=\mathbf {D} _{ij}\cdot (\mathbf {S} _{i}\times \mathbf {S} _{j})}。在磁序系统中，这样倾向于自旋倾斜形成平行或反平行的排列磁矩，这也是在反铁磁体系出现的自旋倾斜弱铁磁性的原因。
正如守谷的最初的文献中所讨论的那样，{\displaystyle \mathbf {D} _{ij}} 向量的方向由对称性所限制。 考虑到两个相邻离子之间的磁相互作用由超交换机制通过单个第三离子（配体）转移的情况（见图）， {\displaystyle \mathbf {D} _{ij}} 的取向由通过简单的关系 {\displaystyle \mathbf {D} _{ij}\propto \mathbf {r} _{i}\times \mathbf {r} _{j}=\mathbf {r} _{ij}\times \mathbf {x} }来决定。 这意味着 {\displaystyle \mathbf {D} _{ij}} 取向垂直于由所涉及的三个离子跨越的三角形。 {\displaystyle \mathbf {D} _{ij}=0} 如果三级离子共线。
反对称交换对于理解最近发现的多铁性类中的磁感应极化非常重要：这里，配位离子的小位移可以通过磁有序来诱导，因为系统倾向于消耗晶格能量来增强磁相互作用能量。这种机制被称为“逆贾洛申斯基-守谷效应”。 在某些磁结构中，所有配体离子都向相同方向移动，导致极化。

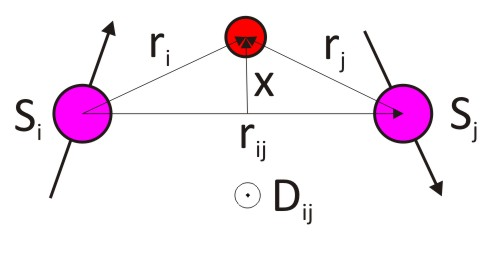
Determination of the orientation of the Dzyaloshinskii–Moriya vector from the local geometry